# Hemus Peak
Der Hemus Peak (englisch; bulgarisch връх Хемус wrach Chemus) ist ein vereister und 636 m hoher Berg auf der Livingston-Insel im Archipel der Südlichen Shetlandinseln. Er ragt am nordwestlichen Ausläufer des Mount Bowles 1,72 km nordwestlich dessen höchster Erhebung, 0,92 km Nord zu West des Bowles West Peak, 3,55 km nordöstlich des Rezen Knoll, 6,27 km Ost zu Nord des Aleko Rock und 3,5 km Süd zu Ost der Gleaner Heights auf. Der Berg ist kegelförmig, in ostwestlicher Ausdehnung 850 m lang sowie 550 m breit. Westsüdwestlich von ihm liegt der Perunika-Gletscher, der von einem kleinen Nebengletscher aus dem Gebiet zwischen Hemus Peak und Bowles West Peak gespeist wird.
Die Benennung durch bulgarische Wissenschaftler erfolgte am 24. Juni 1996. Chemus ist ein althergebrachter Name für das Balkangebirge in Bulgarien.